# Springvale Airport (flygplats i Australien, Western Australia)
Springvale Airport är en flygplats i Australien. Den ligger i kommunen Halls Creek och delstaten Western Australia, omkring 2 000 kilometer nordost om delstatshuvudstaden Perth.
Trakten runt Springvale Airport är nära nog obefolkad, med mindre än två invånare per kvadratkilometer.. Det finns inga samhällen i närheten.
Omgivningarna runt Springvale Airport är i huvudsak ett öppet busklandskap. Genomsnittlig årsnederbörd är 792 millimeter. Den regnigaste månaden är februari, med i genomsnitt 186 mm nederbörd, och den torraste är augusti, med 1 mm nederbörd.